# Roeckstraße

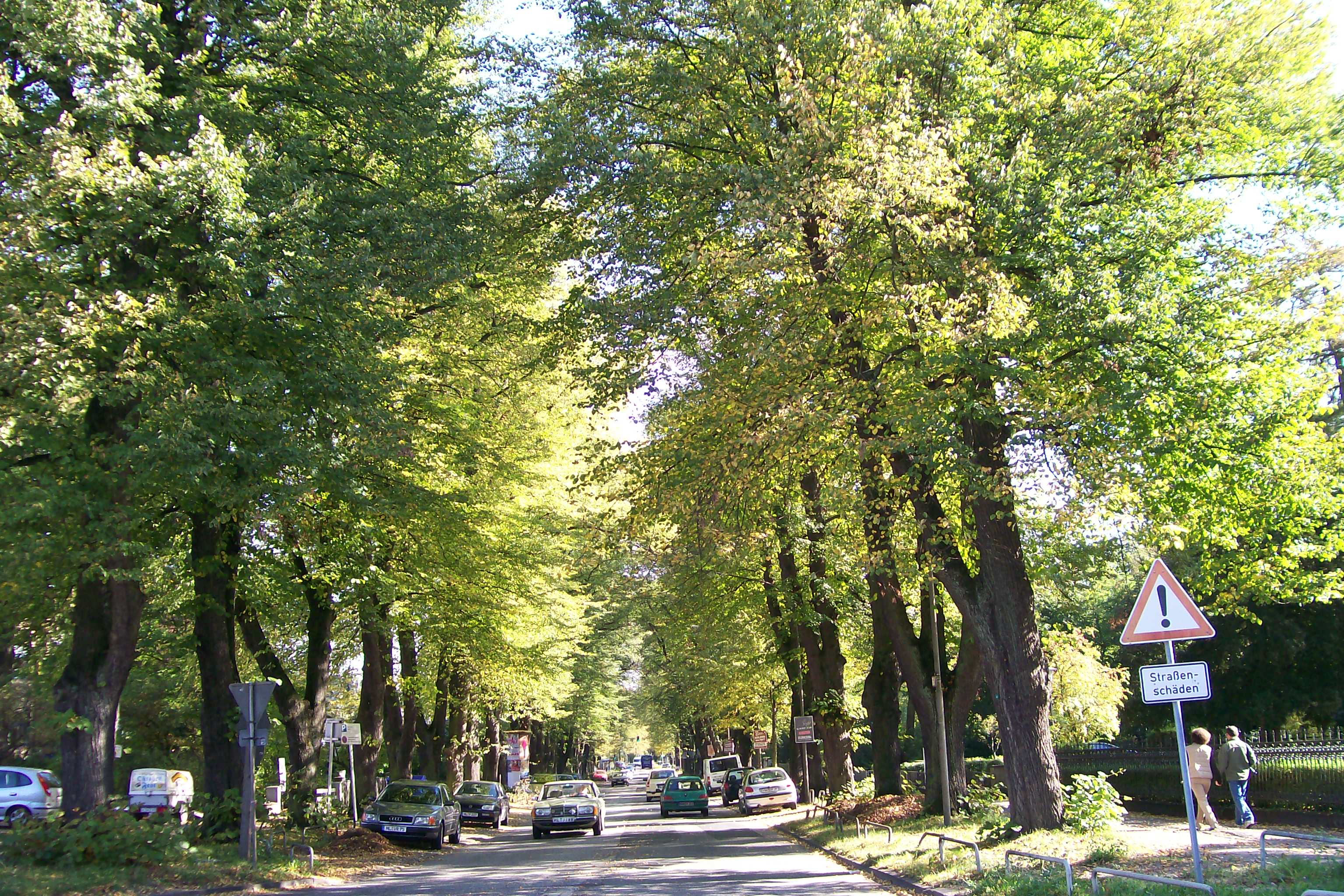
Die Roeckstraße

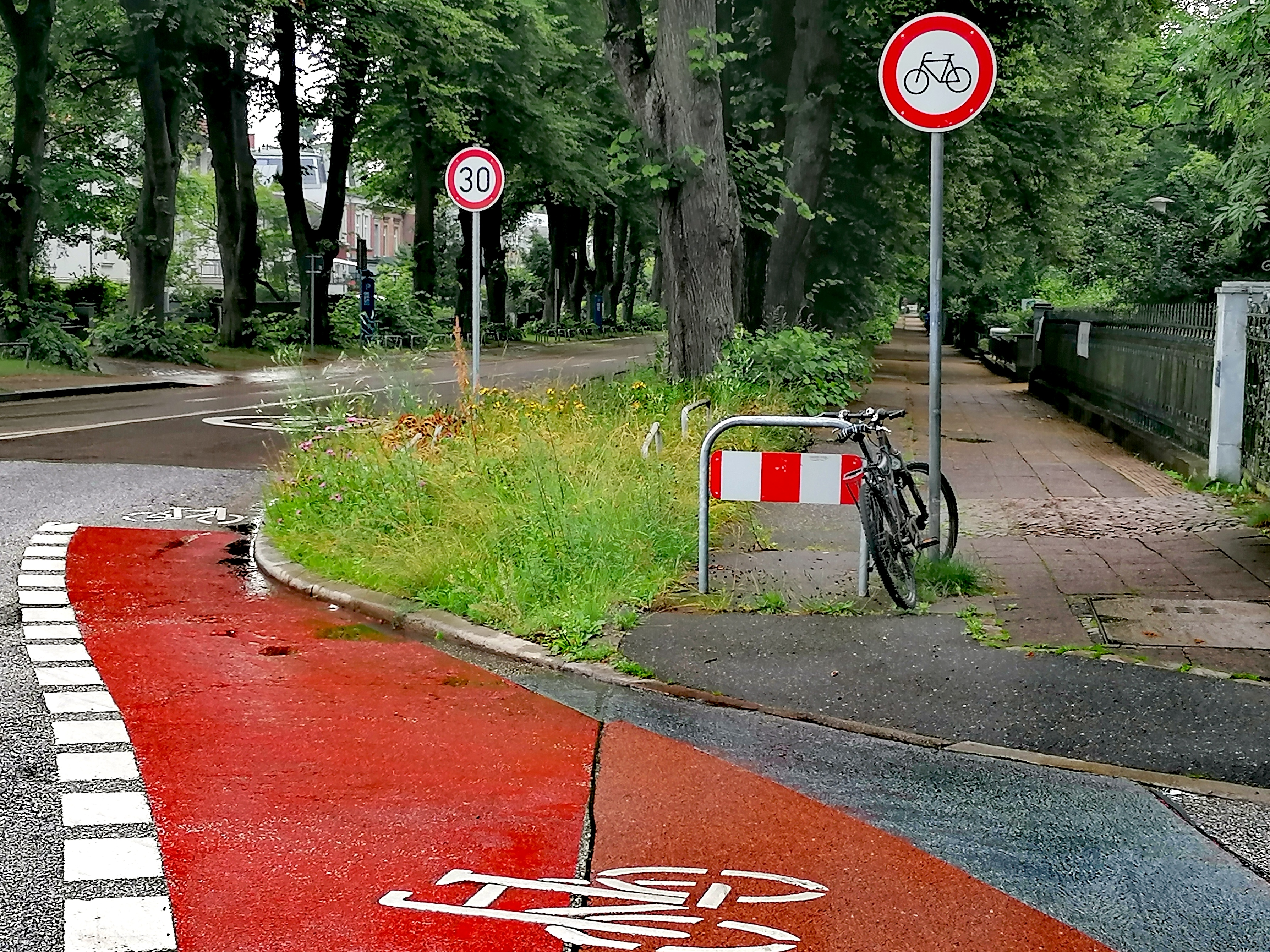
Radwege a. D. (2021)

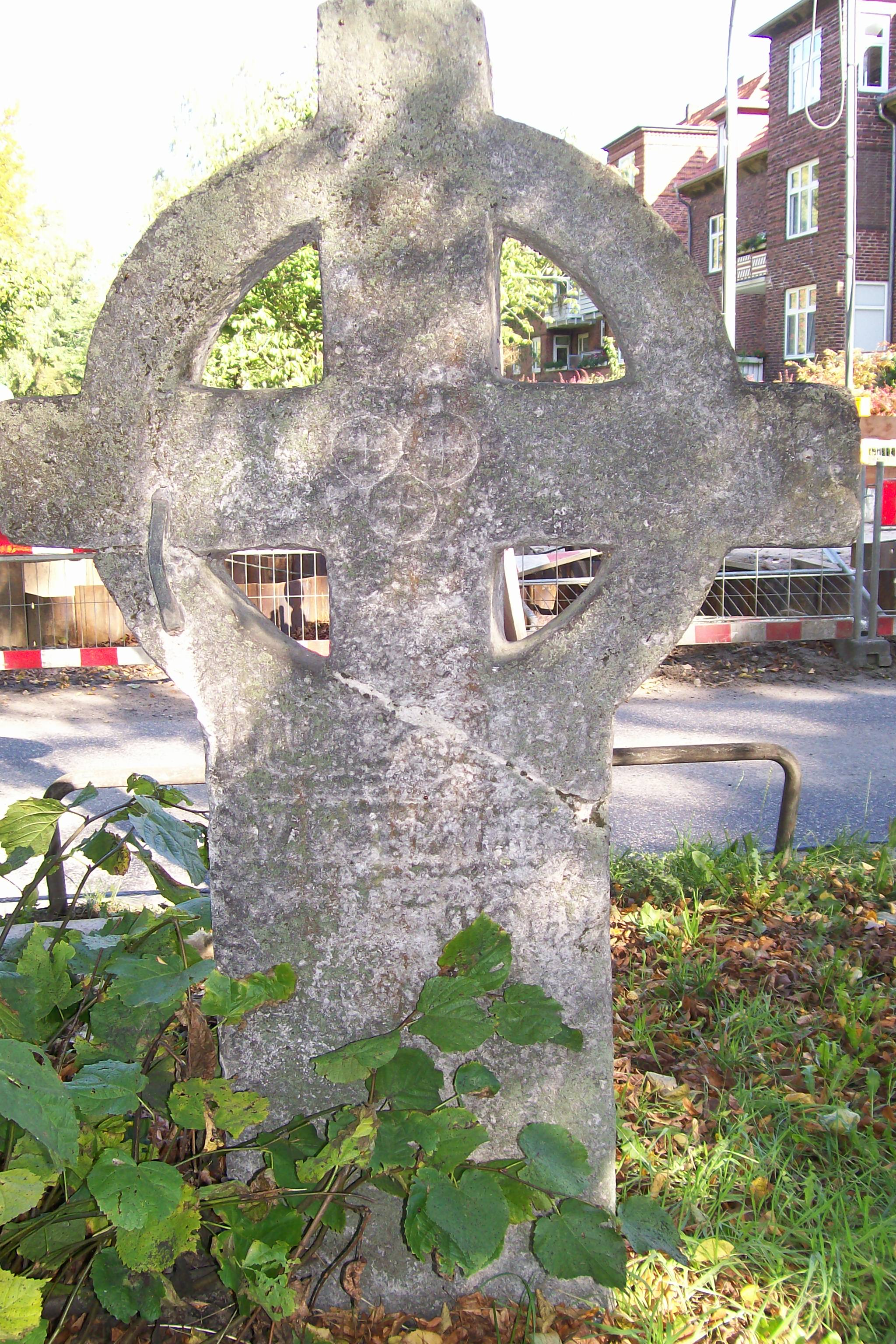
Das Kleverschusskreuz von 1436 an der Roeckstraße

Die Roeckstraße  ist eine Straße im Lübecker Stadtteil St. Gertrud. Als herausragendes Zeugnis der Architektur- und Stadtbaugeschichte zwischen 1850 und 1920 steht die gesamte Straße unter Denkmalschutz.
Historische Bedeutung hat die bereits im 18. Jahrhundert als Allee angelegte Roeckstraße als Teil des früheren Pilgerwegs zur Wunderblutkirche in Bad Wilsnack (Brandenburg). Daran erinnert bis heute das Kleverschusskreuz, ein Wegekreuz von 1436, das Gläubigen den Weg aus der Stadt Lübeck zur Wilsnacker Wallfahrtskirche wies. In der Straße wohnte Ende des 19. Jahrhunderts Julia Mann, Witwe des Kaufmanns Thomas Johann Heinrich Mann, mit ihren Kindern. Ihr Sohn, der Literaturnobelpreisträger Thomas Mann, setzte dem Haus Roeckstraße 7 in den Buddenbrooks ein literarisches Denkmal. Darin ist es der letzte Wohnsitz von Hanno und Gerda Buddenbrook.
Benannt ist die Straße seit 1869 nach dem früheren Lübecker Bürgermeister Karl Ludwig Roeck.

## Lage
Die Roeckstraße führt vom vor dem Burgtor gelegenen Burgfeld  stadtauswärts nach Osten bis zu einer Gabelung der ehemaligen Heerstraßen nach Wismar und in die  Mark Brandenburg. Sie tragen heute die Namen Arnimstraße und Marlistraße. Die Roeckstraße liegt am Nordufer der seit dem Mittelalter gestauten Wakenitz. Die Straße bildet in einem Teilbereich die Südgrenze des Lübecker Stadtparks.

## Geschichte
Bis zum Ende der Torsperre in Lübeck wurde das Gelände nördlich der unteren Wakenitz gärtnerisch genutzt, vornehmlich zum Anbau von Hopfen. Besiedelt wurde die Straße erst seit dem frühen 19. Jahrhundert, als sich wohlhabende Bürger Sommerhäuser außerhalb der Altstadtinsel bauten. Das älteste erhaltene Sommerhaus mit der Hausnummer 4 wurde 1827 gebaut. Ebenfalls noch als Sommerhaus erkennbar sind die Gebäude 2, 11, 14, 26 34 und 36. Das auf dem Eckgrundstück Nr. 2/Täuferstraße gelegene Sommerhaus wird heute von der Evangelisch-Freikirchlichen Gemeinde Lübeck (Baptisten) genutzt. In der Roeckstraße 7 lebte von 1891 bis 1892 Julia Mann, ehe die Familie nach München zog.

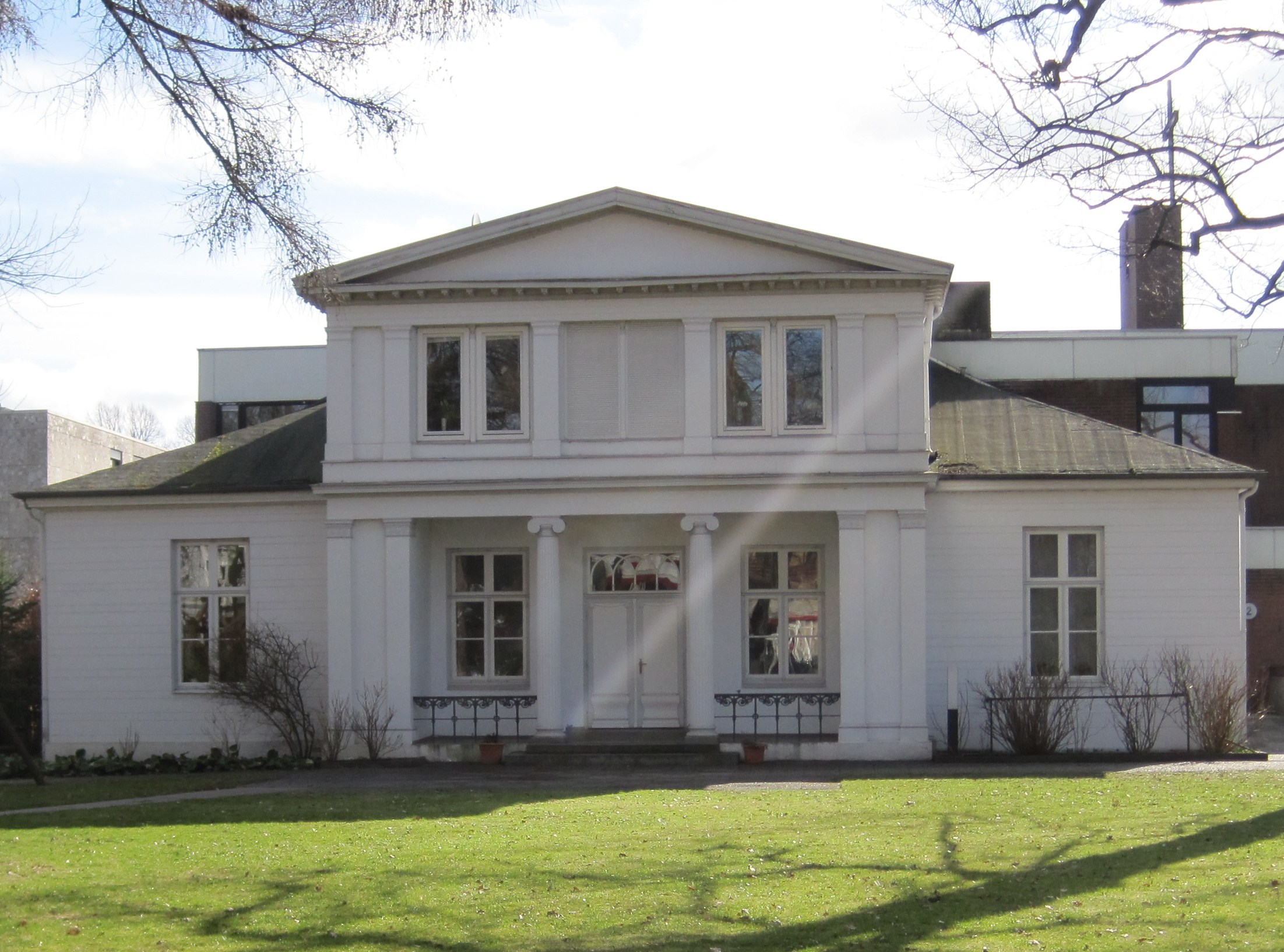
Overbeck-Haus Nr. 2
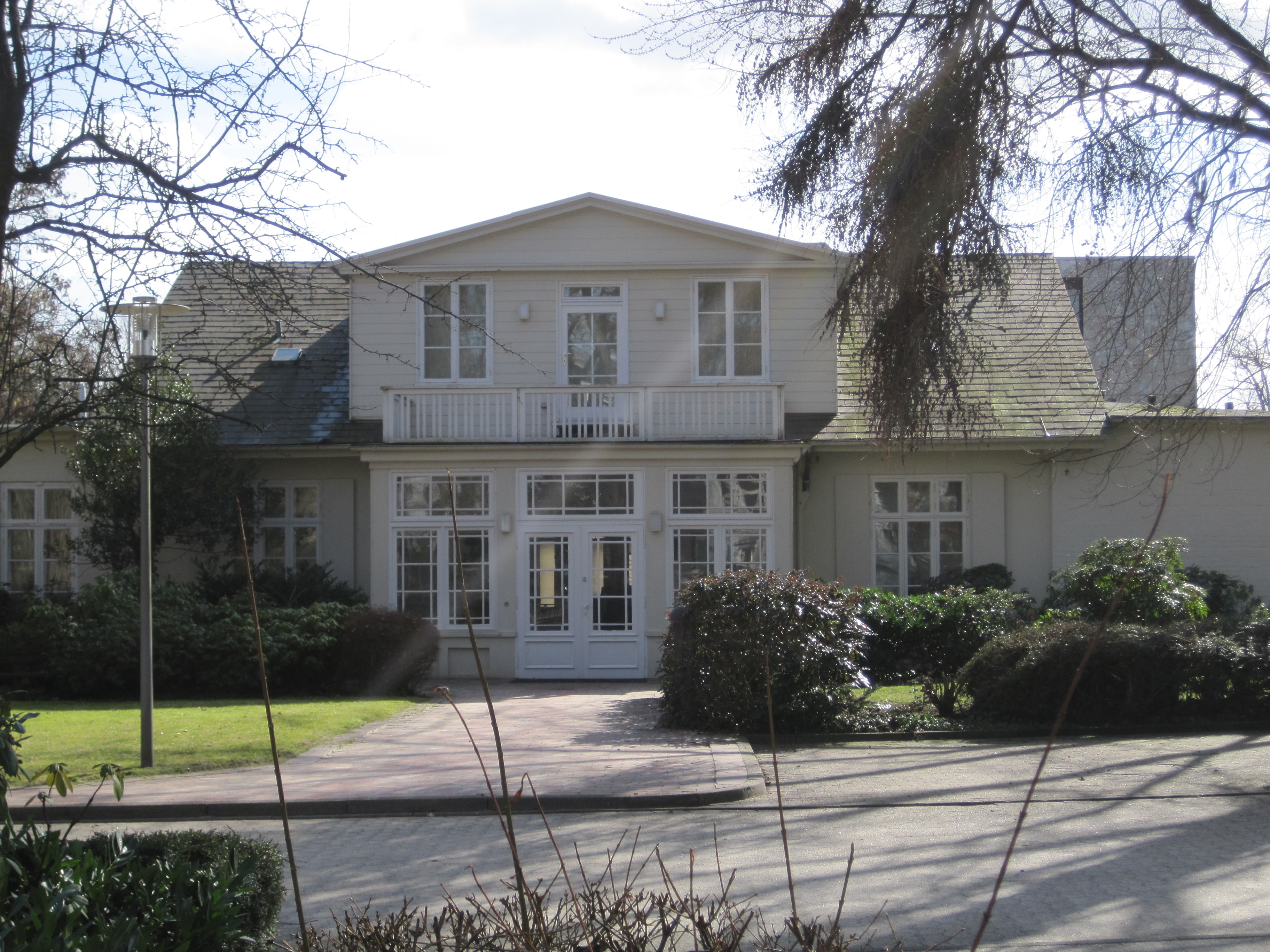
Nr. 4
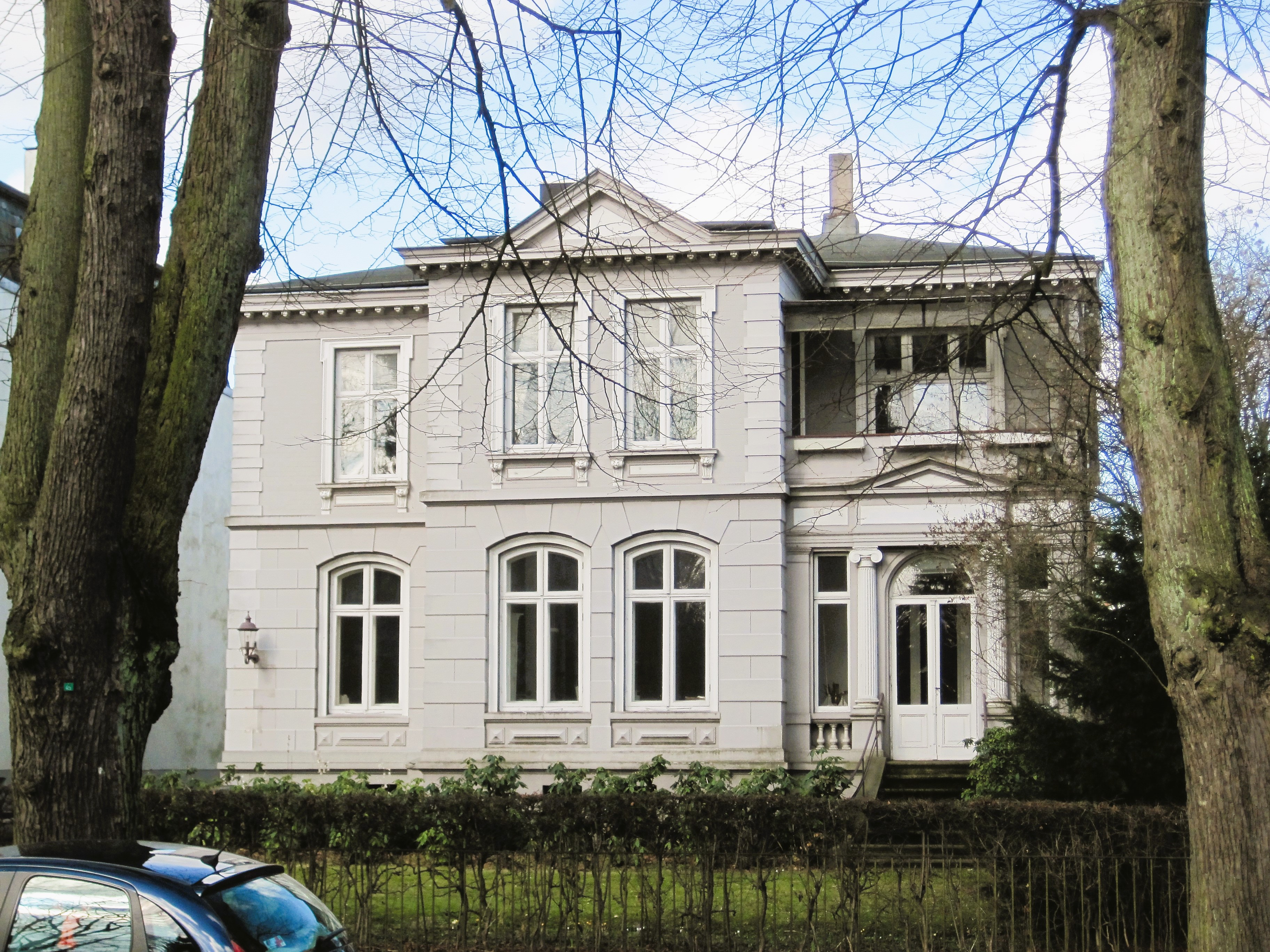
Mann-Haus Nr. 7

Nicht erhalten ist der Zapfenkrug, der sich auf dem Grundstück 18 befand. Er bestand bereits 1522 und gehörte bis 1790 zum Besitz des Heiligen-Geist-Hospitals. Gaststätten außerhalb der Stadt, die noch bequem zu Fuß zu erreichen waren, gehörten zu den beliebten Ausflugszielen der in der Altstadt dicht gedrängt lebenden Menschen. An der Roeckstraße lag auch die 1841 gründete Prahlsche Badeanstalt. Älter war jedoch die  flussaufwärts am Westufer gelegene Kreidemannsche Anstalt, die 1799 eröffnet wurde und 1899 durch das noch immer bestehende Freibad an der Falkenwiese ersetzt wurde.
Auf einer kleinen Halbinsel in der Roeckstraße 54 hat der Lübecker Yacht-Club eines seiner Clubhäuser; die 1969 gegründete Eisarschgilde richtet hier immer im Dezember die Eisarschregatta aus.

### Bewohner
- Ferdinand Boldemann, Kaufmann und Bürgerschaftsmitglied
- Walther Brecht, Direktor der Lübeck-Büchener Eisenbahn
- Hubert Gercke – Kommandeur des 6. Infanterie-Regiments der Reichswehr
- Carl Georg Heise – Direktor des St. Annen-Museums
- Cay Diedrich Lienau – Polizeisenator und Calmette-Prozess
- Henry Neßler – Kommandeur des 3. Hanseatischen Regiments Nr. 162 der Preußischen Armee
- Hermann Meyer-Burgdorff, Chefarzt der Chirurgie am Krankenhaus
- Curt von Morgen – Kommandeur der 81. Infanterie-Brigade
- Charles Hornung Petit – Kaufmann und Dänischer Generalkonsul
- Eugen Plessing – in Thomas Manns Buddenbrooks verewigter praktischer Arzt
- Willy Rohr – Sturm-Bataillon Nr. 5 (Rohr) und Direktor der Lübecker Getreidebank

## Gegenwart

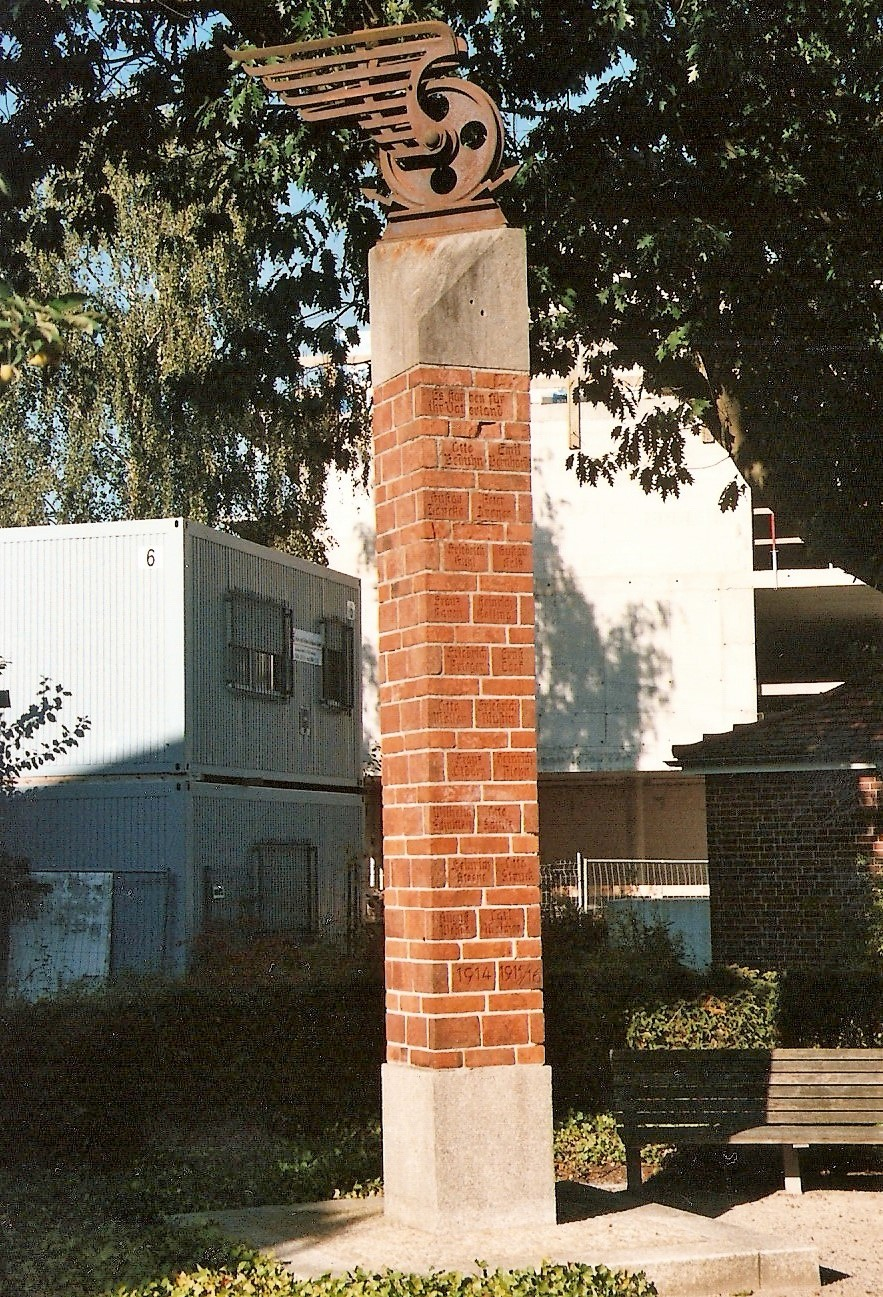
Kriegerdenkmal (1935) für die im Krieg gefallenen Lübecker Straßenbahner

Die Bebauung der Roeckstraße im 21. Jahrhundert ist durch Villen mit großzügig geschnittenen Gärten oberhalb der Wakenitz, Doppelhäuser sowie vereinzelten Neubauten des 20. Jahrhunderts gekennzeichnet. Die Bebauung wird seit dem Jahr 1984 durch die erste und älteste Lübecker Erhaltungssatzung geschützt. Wegen der Nähe zum Lübecker Gerichtshaus mit Amts- und Landgericht sowie zum Arbeitsgericht in der Neustraße ließen sich in der Roeckstraße Anwaltskanzleien nieder; auch eine größere Zahl von Arztpraxen findet sich hier. Die Fläche zwischen Roeckstraße, Krügerstraße und Heiligen-Geist-Kamp, die vom Lübecker Stadtverkehr als Straßenbahn- und Busdepot genutzt worden war, wurde saniert und wird mit verdichteter Bebauung neu gestaltet. Am ehemaligen Straßenbahndepot steht noch die frühere Wache und das Kriegerdenkmal für die im Ersten Weltkrieg gefallenen Straßenbahner.